# رافية سودانية
رافية سودانية (الاسم العلمي:Raphia sudanica) هي نوع من النباتات يتبع جنس الرافية من الفصيلة الفوفلية.